# Wieze
Wieze belga település a flandriai Kelet-Flandria tartományban, Dendermonde körzetben található, közigazgatásilag Lebbeke város része.

## Látnivalók, érdekességek
A településnek hangulatos főtere van, amelyet a Sint-Salvatorkerk templom, és a közélben található "'t Oud Gemeentehuis" kávézó-söröző dominálnak. 1981 óta az egész település bizonyos fokú műemléki védelmet élvez eredeti falusi arculata miatt.
A falu egyéb nevezetességei közé tartoznak a kastély és annak jégverme, az eredeti állapotban fennmaradt "Het Neerhof" fogadó, valamint a Molenkappeltje kápolna 17. szd-i refektóriuma.
A falu másik jelentős épülete az Oktoberhallen, ahol minden évben a helyi Van Roy sörfőzde rendez (októberben) sörfesztivált. Egyéb időkben a csarnokot más célokra használják, például rendeznek itt erotikus, metálzenei fesztivált és barkácskiállítást is.
Wieze másik nevezetessége a "Koninklijke Vereniging van Volkstuinen : Werk van den Akker-Wieze" nevű egylet, amely Belgium legrégebbi egyesületei közé tartozik.
A falu életében az egyik legnagyobb esemény (az Oktoberfeest mellett) az évente egyszer megrendezett "Wies Karnaval".